# جوزيف دي سوزا
جوزيف دي سوزا دياز (بالبرتغالية: Josef de Souza Dias‏) (مواليد 11 فبراير 1989 في ريو دي جانيرو، البرازيل) هو لاعب كرة قدم برازيلي يلعب مع نادي بشكتاش في مركز الوسط.

## مسيرة اللاعب
وسبق له اللعب مع نادي ساو باولو وغريميو بورتو أليغرينزي ونادي بورتو وفاسكو دا غاما ونادي فنربخشة والنادي الاهلي السعودي ، كما بدأ باللعب مع منتخب البرازيل لكرة القدم منذ سنة 2014.

## روابط خارجية
- جوزيف دي سوزا على موقع الاتحاد الأوربي (الإنجليزية)
- جوزيف دي سوزا على موقع اتحاد تركيا (لاعب) (الإنجليزية)
- جوزيف دي سوزا على موقع قاعدة بيانات كرة القدم.إي يو (الإنجليزية)
- جوزيف دي سوزا على موقع ناشيونال فوتبول تيمز (الإنجليزية)
- جوزيف دي سوزا على موقع Soccerway.com (الإنجليزية)
- جوزيف دي سوزا على موقع عالم كرة القدم.نت (الإنجليزية)
- جوزيف دي سوزا على موقع AS.com (الإسبانية)